# Божок (село)
Божок (укр. Божок, до 2016 г. — Червоный Ранок) — село,
Червоноранковский сельский совет,
Кролевецкий район,
Сумская область,
Украина.
Код КОАТУУ — 5922688201. Население по переписи 2001 года составляло 756 человек.
Является административным центром Червоноранковского сельского совета, в который, кроме того, входят сёла
Веселые Горы и
Заболотово.

## Географическое положение
Село Божок находится на правом берегу реки Сейм,
выше по течению на расстоянии в 3,5 км расположено село Мутин,
ниже по течению на расстоянии в 3 км расположено село Заболотово.
Между селом и рекой большой массив ирригационных каналов.
По селу протекает пересыхающий ручей с запрудой.

## История
- Село известно с середины XVII века как село Божок.
- 1922 год — переименовано в село Червоный Ранок.
- 2016 год — переименовано в село Божок
- Вблизи села Червоный Ранок обнаружено 3 неолитических поселения, городище скифских времен, остатки славянских поселений первых веков н. э. и северян VIII—X вв, а также поселения времен Киевской Руси.

## Экономика
- ООО «Ранок».

## Объекты социальной сферы
- Детский сад.
- Школа.

## Религия
- Храм Рождества Пресвятой Богородицы.